# Acca lanuginosa
Acca lanuginosa es una especie de planta con flor, arbusto en la familia Myrtaceae, relacionada con la Feijoa. 
Es endémica del Perú. Está amenazada por pérdida de hábitat, conocida solo de pocos, posiblemente tres localizaciones en las estribaciones orientales de los Andes peruanos.

## Sinonimia
- Psidium lanuginosum Ruiz & Pav. ex G.Don, Gen. Hist. 1: 421 (1831).
- Acca peruviana O.Berg, Linnaea 27: 139 (1856).
- Acca velutina Burret, Repert. Spec. Nov. Regni Veg. 50: 58 (1941).[1]